# 七家镇
七家镇，是中华人民共和国河北省承德市隆化县下辖的一个乡镇级行政单位。

## 行政区划
七家镇下辖以下地区：
七家村、温泉村、刘家沟村、南营子村、三十家子村、汤头沟门村、西道村、柳松沟村、白杨沟村、西地村和宝山营村。